# Максаков Максиміліан Карлович
Максиміліан Карлович Максаков (справжні ім'я та прізвище — Макс Шварц; 1869, Чернівці, Буковина, Австро-Угорщина — 26 березня 1936, Москва) — австрійський та російський оперний співак (баритон) українського походження, режисер, антрепренер і педагог.
Володів потужним і виразним голосом красивого м'якого тембру широкого діапазону. Його виконання відрізнялося артистичністю, продуманим фразуванням, використанням гриму. За 50 років сценічної діяльності виконав 120 партій.

## Біографія
Макс Шварц народився в 1869 році в єврейській сім'ї.
З десяти років брав участь у виставах Будапештської оперети, яка гастролювала в Чернівцях. Він виконував ролі дівчаток, а пізніше — жіночі ролі (до 16 років співак мав голос колоратурного сопрано). З 16 років жив у Петербурзі, де брав уроки співу у Камілло Еверарді і виступав у складі вокального тріо з яким гастролював по Москві. Вперше вийшов на сцену в 1886 році в Санкт-Петербурзі. За іншими даними дебютував у 1889 році в партії Демон («Демон» Антона Рубінштейна) в Ростові-на-Дону. Потім брав уроки співу в Мілані у Артуро Буцці.
Повернувшись до Російської імперії, Макс Шварц працював солістом Тифліської опери (1889—1897 і 1900 роки) і удосконалювався у співі під керівництвом Євгенія Ряднова. У 1889—1897 роках він одночасно виступав у Бакинській опері, де в цей час співав італійський співак Л. Джиральдоні. До Жовтневої революції гастролював в Казані, Пермі, Саратові, Вільно, Києві, Одесі, Харкові, Москві (на сцені Великого театру та театру «Акваріум»), Петербурзі (у Великому залі консерваторії, Приватній опері, антрепризі У. Гвіді), Ялті та містах Сибіру і Далекого Сходу, а також у Відні. Пізніше виступав в Астрахані (1920—1923 роки, тут же був керівником театру) і Тбілісі (1929 рік). Був першим виконавцем партій Мегаса («Гірський сокіл»), Потьомкіна («Потьомкінський свято»), Алеко («Алеко» в Тифлісі), Вольфраму («Тангейзер» в Казані). Записувався на грамплатівки в Петербурзі («Грамофон», 1901) і Москві («Грамофон», 1909; «Стелла», 1911).
Максиміліан Максаков був також великим антрепренером низки оперних труп у Петербурзі, Тифлісі, Харкові, Воронежі та Одесі. У 1910 році він організував «Товариство оперних артистів», в складі якого виступав як співак і режисер. Виїжджав з Товариством на гастролі по містах Російської імперії. Останній виступ співака відбулося влітку 1933 року в Будинку відпочинку Великого театру в Полєнові.
У 1925—1927 роках Максиміліан Максаков викладав у Ленінграді, а потім у Москві (до 1930 року — в ГІТІСі).
Макс Шварц — учитель і перший чоловік народної артистки СРСР, солістки Великого театру (меццо-сопрано) Марії Максакової, з якою Максаков був одружений другим шлюбом. Його перша дружина — Ксенія Василівна Йорданська, також оперна співачка померла від холери в роки Громадянської війни в Астрахані. Максиміліан та Марія Максакови довго жили в московських комуналках, і лише в 1935 році подружжя отримали окрему квартиру в будинку № 7 на вулиці Нежданової (нині Брюсов провулок).
Помер Максиміліан Максаков 26 березня 1936 року в Москві, похований на Введенскому кладовищі.
Деякі записи співака є в архіві Державного центрального музею музичної культури ім. М. В. Глінки.